# Ghost (Ella Henderson)
Ghost è un singolo della cantante britannica Ella Henderson, il primo estratto dall'album in studio di debutto Chapter One; è stato pubblicato il 6 giugno 2014.

## Descrizione
La canzone è stata scritta dalla stessa Henderson in collaborazione con Ryan Tedder, Kenan Williams e Noel Zancanella, e prodotta da Tedder e Zancanella. Le sessioni di registrazione, invece, sono state curate solo da Tedder nel marzo del 2014.
Ghost ha debuttato nelle stazioni radiofoniche britanniche a partire dal 10 maggio 2014.

## Video musicale
Il video musicale è stato girato a New Orleans nel marzo 2014 e pubblicato il 23 aprile seguente attraverso il canale Vevo della cantante.

## Tracce
Download digitale
1. Ghost – 3:36 (Ella Henderson, Ryan Tedder, Kenan Williams, Noel Zancanella)

## Classifiche
| Classifica (2014–15) | Posizione raggiunta |
| -------------------- | ------------------- |
| Australia            | 3                   |
| Nuova Zelanda        | 4                   |
| Regno Unito          | 1                   |
| Stati Uniti          | 21                  |
| Svezia               | 11                  |
| Svizzera             | 10                  |